# St. Nikolaus (Elzach)

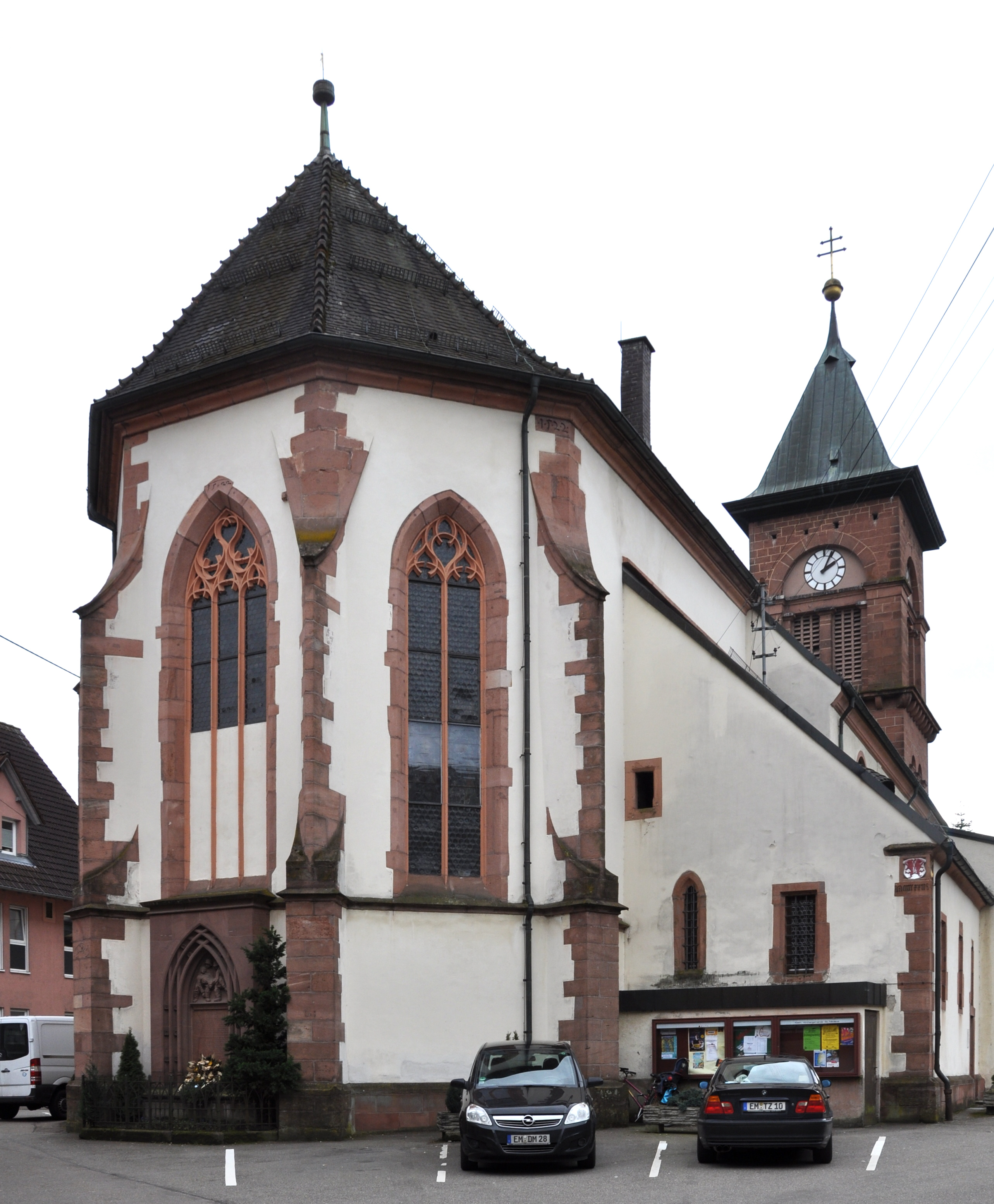
St. Nikolaus

St. Nikolaus ist die römisch-katholische Pfarrkirche von Elzach im Landkreis Emmendingen in Baden-Württemberg. Sie gehört zur Seelsorgeeinheit Oberes Elztal im Dekanat Endingen-Waldkirch der Erzdiözese Freiburg.

## Geschichte
Eine päpstliche Urkunde vom 5. August 1178 enthält die erste überlieferte Erwähnung Elzachs, das zu diesem Zeitpunkt bereits eine Kirche besaß. Ein Elzacher Priester namens Heinrich wird auf einer Urkunde aus dem Jahr 1239 als Zeuge genannt, ein weiteres Schriftstück aus dem Jahr 1251 enthält eine Erwähnung der „Ecclesia Elza“ und für 1360 sind neben der Elzacher Kirche auch deren Filialen in Prechtal und Biederbach belegt. 1456 wurde die Pfarrei Elzach dem Kloster Waldkirch inkorporiert, wodurch dieses Kloster dazu verpflichtet wurde, einen Geistlichen zu unterhalten, der diese Pfarrei zu versehen hatte. Im 18. Jahrhundert wurden die bisherigen Filialen wieder selbstständige Pfarreien; 1789 erhielten Oberspitzenbach und Yach, die bis dahin zu Elzach gehört hatten, eigene Pfarreien.
Das älteste Zeugnis für das Patrozinium des Nikolaus von Myra stammt aus dem Jahr 1437. Vermutlich war Nikolaus von Myra schon der Schutzherr der ersten Elzacher Kirche. Überreste eines Vorgängerbaus in Gestalt eines Ziegelfußbodens fanden sich 1936 unter dem Chor der aktuellen Kirche St. Nikolaus. Diese setzt sich aus Bauteilen aus drei verschiedenen Epochen zusammen:
Der Chor der Pfarrkirche ist spätgotisch; mit seinem Bau wurde 1522 begonnen. Er enthält fünf mit Maßwerk geschmückte Fenster, von denen vier zweibahnig sind und eines dreibahnig. Die Streben des Chors sind unten rechteckig, nach oben hin abgeflacht. An der Nordseite ist eine Sakristei angebaut, die viereckige und spitzbogige Fenster aufweist. Ihre Gewölbeschlusssteine tragen die Wappen der Ortsherrschaft von Rechberg und von Arco. Auf der Südseite des Chores befindet sich ein rundbogiges Pförtchen, auch Segentürchen genannt, in dessen Sturz ebenfalls die Wappen von Rechberg und Arco sowie die Jahreszahl 1522 zu finden sind. Reparatur- und Bauarbeiten an der alten Kirche sind für 1551, 1589 und 1614 bezeugt.
Der 46 Meter hohe Turm der Kirche stammt aus dem 19. Jahrhundert: Er wurde in den Jahren 1824 bis 1828 im Weinbrennerstil errichtet und ersetzte einen Vorgänger, der baufällig geworden war. Geplant wurde der neue Turm von Bezirksbaumeister Kunz aus Freiburg. Er trägt ein Doppelkreuz, das von der Abteikirche Ettenheimmünster stammt, und enthält ein Geläute mit sechs Glocken.
Das Langhaus wurde nach dem Dreißigjährigen Krieg neu errichtet. Es besaß ein Netzgewölbe aus Stuck und wurde von Strebepfeilern gestützt. 1957/58 wurde es durch einen Neubau ersetzt und um zwei Seitenschiffe erweitert. Die Neuweihe fand am 6. September 1958 statt, dabei wurde auch ein Altar konsekriert.
1978/79 wurde die Kirche renoviert und erhielt bei dieser Gelegenheit auch einen neuen Zelebrationsaltar.

## Beschreibung
Die Außenfassade des südlichen Seitenschiffs trägt ein Nikolausfresko von Erwin Krumm. Es zeigt die Rettung Schiffbrüchiger durch den Heiligen. Die Südseite des Turmes ist mit einem kreuztragenden Heiland aus Sandstein geschmückt; das Kunstwerk entstand im Jahr 1887. Über dem Hauptportal befindet sich die Kopie einer Immaculata von Johann Christian Wentzinger.
Das dreischiffige Langhaus erhält sein Licht durch Rundbogenfenster und einen Lichtgaden im Mittelschiff. Es besitzt eine Kassettendecke und mächtige Säulenarkaden. Der Chor schließt sich durch einen Triumphbogen an; die Sakristei ist durch eine spitzbogige Pforte zu erreichen. Die Schlusssteine des Netzgewölbes im Chor tragen Reliefs der Gottesmutter mit dem Jesuskind, der heiligen Margareta, dem heiligen Nikolaus und den Wappen der Ortsherrschaft von Rechberg und von Arco sowie dem der Freiherren von Schwarzenberg. Auf einer gewundenen Säule steht, von Engelsputten gestützt, ein Sakramentshäuschen. Über der rechteckig umrahmten Sakramentsnische erhebt sich eine hohe Pyramide, die wiederum mit den Wappen derer von Rechberg und von Arco versehen ist. Unter diesen Wappen stehen zwei jüngere Figuren, die den Heiland und die Gottesmutter darstellen. Die Pyramide endet mit einer Kreuzblume. Dieses Sakramentshäuschen, wohl in der Freiburger Münsterbauhütte hergestellt, gilt als eines der prachtvollsten in Deutschland.

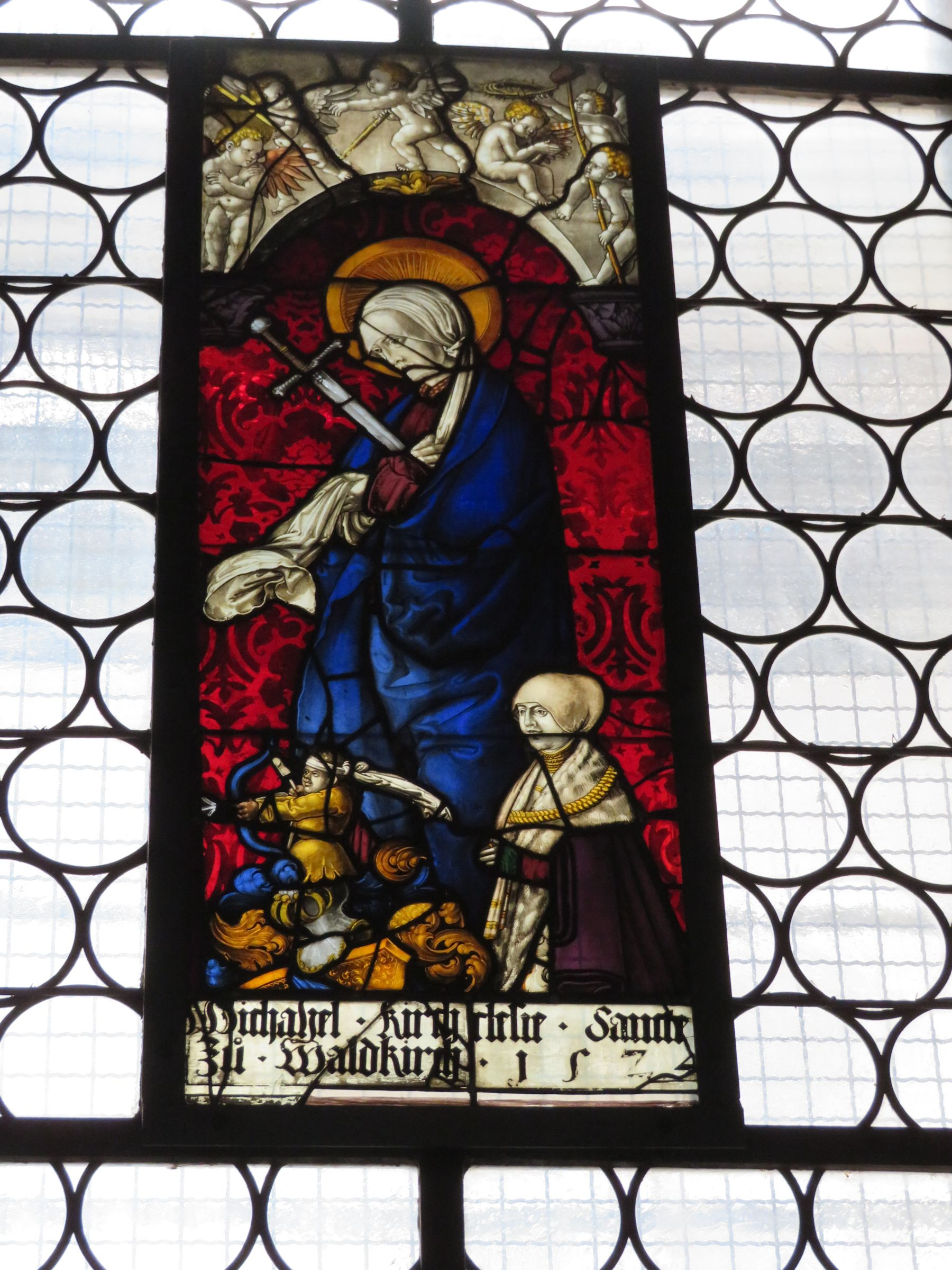
Glasgemälde aus dem 16. Jahrhundert

Zehn Glasmalereien in den Fenstern gehen wahrscheinlich auf Entwürfe von Hans Baldung Grien zurück und wurden 1524/25 in der Werkstatt des Hans Gitschmann von Rappoltstein geschaffen. Abgebildet sind der heilige Georg im Kampf mit dem Drachen, der Stifter Martin von Rechberg mit seinem Löwenwappen, der heilige Nikolaus mit dem Gefangenen und dem Elzacher Stadtwappen, Maria mit dem Kind in einer Strahlenmandorla, die heilige Margareta mit dem Kreuzstab und dem Drachen, den heiligen Georg als Reiter sowie den heiligen Christophorus. Zwei Stifter, die Grafen Konrad und Georg von Tübingen-Lichteneck sind samt ihren Wappen zu Füßen von Georg und Christophorus abgebildet. Konrad und Georg von Tübingen-Lichteneck waren Söhne der Agathe von Arco aus deren erster Ehe. In zweiter Ehe heiratete sie Martin von Rechberg. Weitere Fenstergemälde zeigen den Tod Mariens, die Kreuzabnahme und weitere Stifterfiguren und Wappen. Die Fenster über den Seitentüren des Langhauses stammen aus dem Jahr 1524 und zeigen die Motive Ecce homo und Mater Dolorosa sowie die Gräfin Arco. Ferner gibt es noch ein Glasgemälde, das eine Elztälerin in Tracht zeigt. Schriftfragmente, die in den beiden Fenstern über den Seitentüren eingesetzt sind, sind bis auf die Jahreszahl 1524 kaum zu deuten.

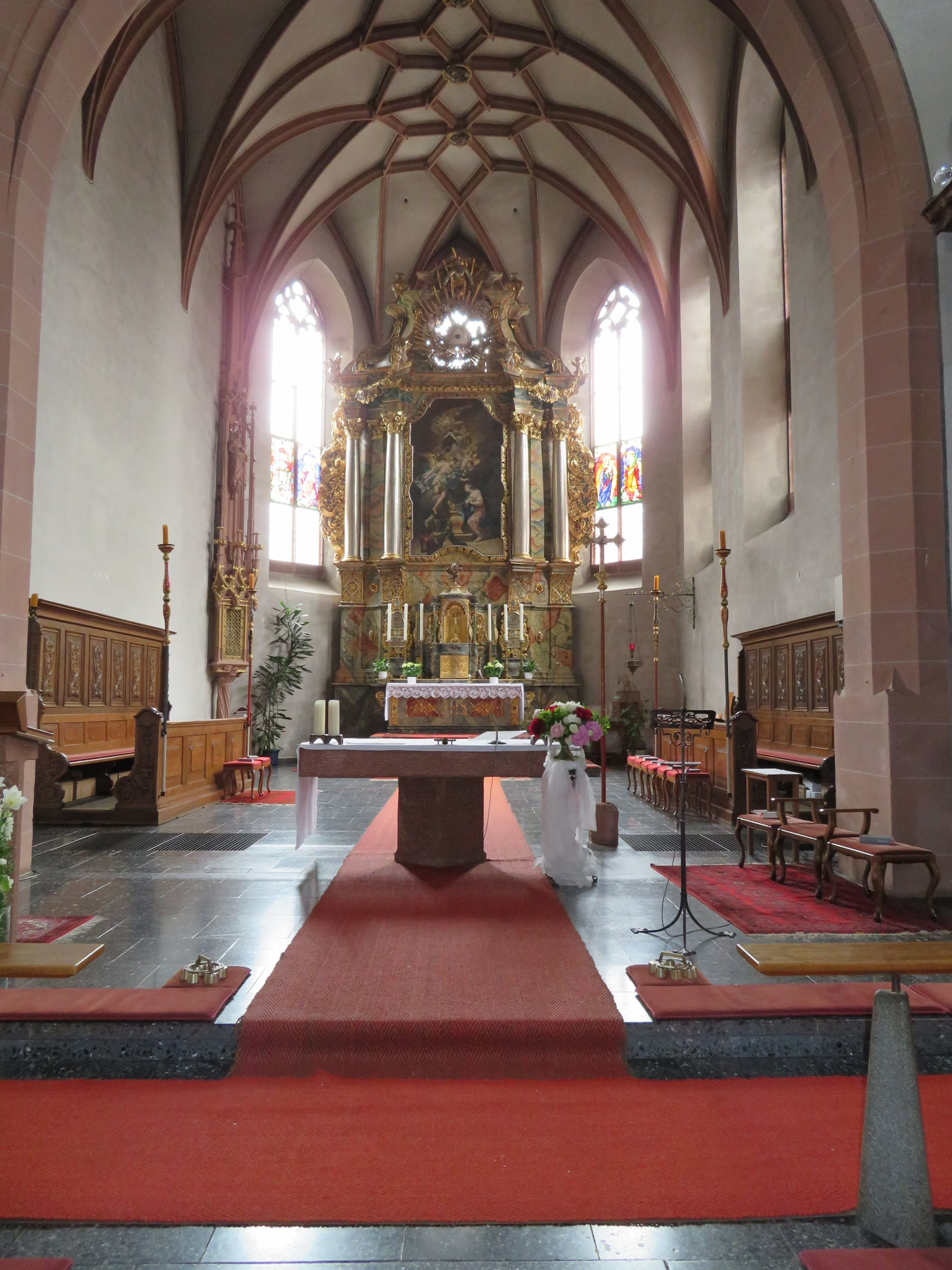
Blick zum Hochaltar

Die Kirche besitzt einen Hochaltar aus der Zeit des Barock. Er stammt angeblich aus dem Augustinerkloster Oberndorf am Neckar und kam um 1805 nach Elzach. Das Altarblatt zeigt eine Verkündigung Mariens. Im Giebel ist das Auge Gottes und die Weltkugel zu sehen, umgeben von Putten und einem Strahlenkranz und gekrönt von Gottvater. Ein Drehtabernakel des Altaraufsatzes ist von den Figuren des heiligen Bischofs Martin und eines Ordensheiligen sowie von Reliquientafeln flankiert. Der Altar ist mit Bandelwerk und Girlanden verziert. Wer dieses Werk geschaffen hat, ist unbekannt.
Die Seitenaltäre werden auf das ausgehende 16. Jahrhundert datiert und sollen aus Ettenheimmünster stammen. Sie weisen Malerei in Tupftechnik auf. Ihre Blätter sind jeweils aus zwei Gemäldetafeln zusammengesetzt, die vielleicht aus dem früheren gotischen Hochaltar stammen. Der linke Seitenaltar zeigt die Vermählung Mariens und die Heimsuchung, der rechte die Geburt Christi und die Beschneidung des Herrn. Der Auszug des linken Altars enthält ein Gemälde, das St. Fridolin mit dem Ursus, St. Judas Thaddäus, die heilige Anna selbdritt und die heilige Theresia von Avila. Im Auszug des rechten Seitenaltars sind die heilige Katharina, der heilige Franz Xaver, St. Jakobus der Ältere und die heilige Barbara zu sehen. Der linke Seitenaltar ist Klaus von Flüe und dem heiligen Wendelin geweiht, den Zweitpatronen der Kirche. Beide sind figürlich dargestellt, wobei aber der Klaus von Flüe neuzeitlich ist. Die barocke Wendelinstatue stammt aus der Wendelskapelle in der Elzacher Vorstadt, die 1811 abgerissen wurde. An den Säulen dieses Altars stehen Abt Gallus mit dem Bären und ein Ordensheiliger.
Der rechte Seitenaltar ist mit einer Madonna geschmückt, die schätzungsweise aus dem 16. Jahrhundert stammt. Eine Figur des Apostels Johannes, die sich über dem Altargemälde befindet, stand bis 1958 in einer Nische der Stadtmauer. An den Säulen des rechten Seitenaltars stehen der heilige Joseph und Antonius von Padua. Von einem früheren Altar stammen zwei Wappenschilde, die auf die Ortsherrschaft von Greuth und von Fischer hinweisen. Wer die plastischen Werke an den Seitenaltären schuf, ist unbekannt.
Das Gestühl des Chores wurde zum Teil erneuert. Es zeigt die Wappen von Päpsten und Erzbischöfen aus mehreren Jahrzehnten. Am Gestühl im Langhaus sind frühbarocke Prozessionsstangen der Elzacher Zünfte befestigt.
Die Grabplatte des Johannes III. von Schwarzenberg († 1377) wurde als Altarstein weitergenutzt. Während die Umrisse des schwarzenbergischen Wappens noch deutlich zu erkennen sind, wurde die Umschrift entfernt. Andeutungsweise ist die Jahreszahl LXXVII noch zu sehen. Johannes III. von Schwarzenberg war vermutlich in der Kirche bestattet. Seine Grabplatte befindet sich heute hinten im linken Seitenschiff.
Ebenfalls im linken Seitenschiff steht ein barocker Taufstein mit einer Täufergruppe aus dem 17. Jahrhundert. Dahinter befindet sich ein Kruzifix aus Zirbelholz. Es stammt aus der Zeit um 1680 und gelangte wohl aus dem alpenländischen Raum nach Elzach. Ferner ist im linken Seitenschiff noch eine Pietà aus der Zeit um 1900 zu finden, die in der Bildhauerwerkstätte Dettlinger in Freiburg hergestellt wurde.

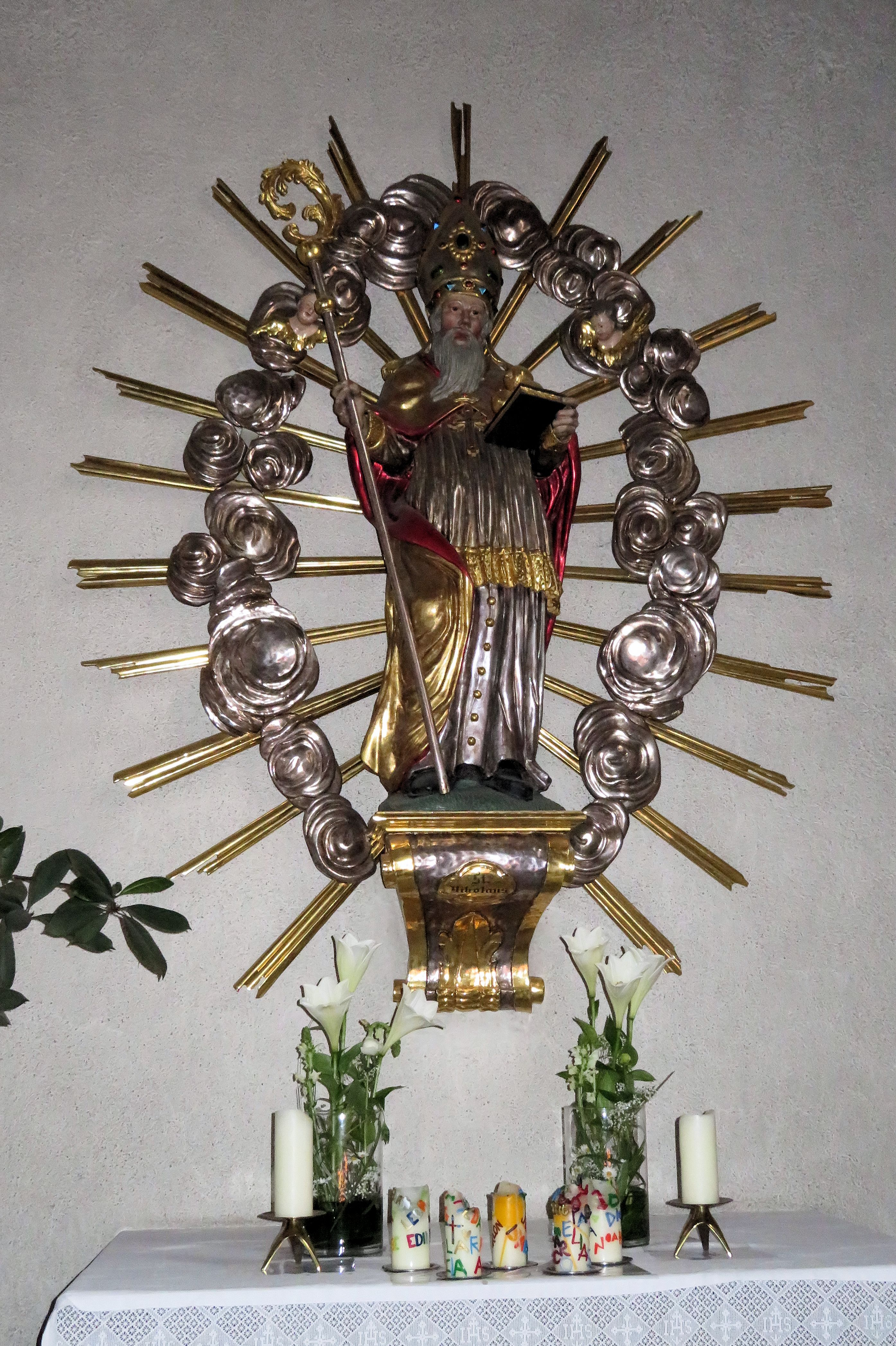
Nikolaus von Myra

Im rechten Seitenschiff ist eine barocke Statue des Nikolaus von Myra in einem Strahlen- und Wolkenkranz, von Putten umgeben, zu sehen. Sie stammt aus der Zeit um 1750.
Die frühbarocke Kanzel weist reichen figürlichen Schmuck auf. In Nischen an der Brüstung sind vier Kirchenväter zu sehen, auf dem Schalldeckel die vier Evangelisten sowie als Krönung Johannes der Täufer mit Gotteslamm und Kreuzfahne. Der plastische Schmuck der Kanzel wird dem Umkreis der Schupp in Villingen, der Rappenecker aus Schönenbach und des Adam Faller zugerechnet.
An den Wänden des Seitenschiffs stehen auf Konsolen vier Figuren des schwäbischen Barocks um 1750: Petrus, Paulus, Augustinus und Thomas von Aquin. Sie gehörten ursprünglich als flankierende Figuren zum Hochaltar. Vermutlich stammen jeweils die Paare Petrus und Paulus sowie Augustinus und Thomas von Aquin aus verschiedenen Werkstätten. Im hinteren Teil der Seitenschiffe sind barocke Ölgemälde aus der Zeit um 1774 zu finden. Sie stammen wahrscheinlich von einem Mitglied der Malerfamilie Winter aus Waldkirch und stellen Kreuzwegstationen dar.
Ganz hinten im rechten Seitenschiff steht der alte Taufstein aus dem 15. Jahrhundert, der aus rotem Sandstein gefertigt wurde. Er wächst aus einem mit Engelsköpfen im Renaissancestil verzierten Schaft hervor und trägt neben der Jahreszahl 1480 ein Steinmetzzeichen sowie das stark verwitterte Wappen des Freiherren Raphael von Reischach und seiner Ehefrau Benigna von Thürheim. Das Paar heiratete 1575. Möglicherweise wurde der Taufstein damals aus einem alten Säulenkapitell gefertigt.
Hinter diesem alten Taufstein befindet sich an der Rückwand des rechten Seitenschiffs eine Kreuzigungsgruppe, deren Assistenzfiguren vielleicht aus der Werkstatt von Adam Winterhalder stammen. Im linken Seitenschiff steht ganz hinten ein Bruder Konrad aus dem Jahr 1937, der von Josef Tränkle geschaffen wurde.

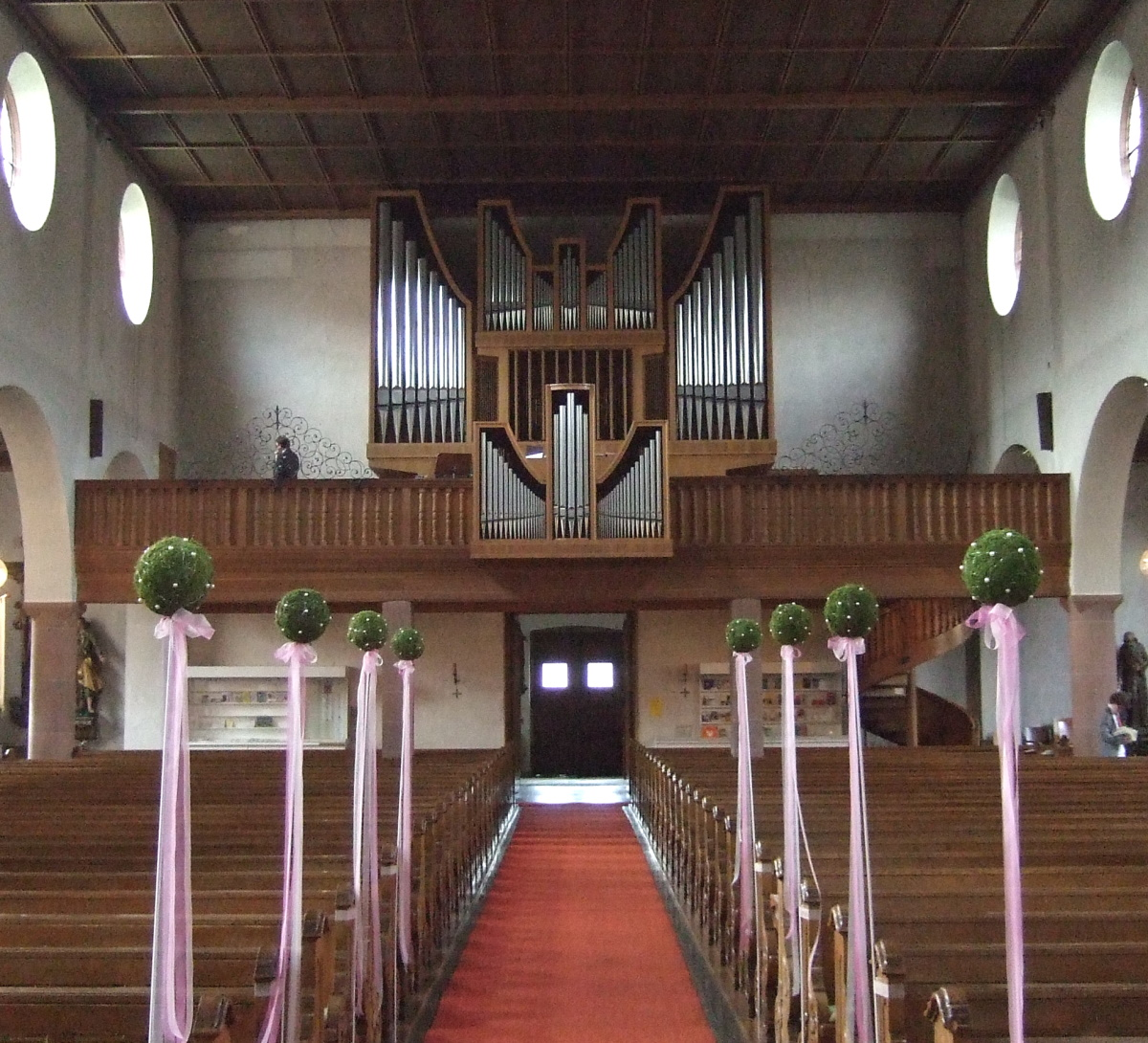
Blick zur Orgel

## Orgel
Auf der Empore der Kirche steht eine Orgel aus dem Jahr 1962. Sie wurde in Überlingen von der Firma X. Mönch Söhne gebaut. Das Instrument verfügt über 38 Register und rund 2700 Pfeifen. Sie sind über drei Manuale und Pedal anspielbar. Das Werk ersetzte eine Voit-Orgel aus dem Jahr 1885.

## Glocken
Das Glockengeläut im Kirchturm besteht aus sechs bronzenen Glocken, von denen zwei aus dem 15. Jahrhundert stammen: Die Nikolausglocke wurde 1463 gegossen, die Kapellenglocke 1472. Die übrigen vier Glocken, 1957 geweiht, stammen von Friedrich Wilhelm Schilling in Heidelberg.
Übersicht
| Glocke | Gussjahr | Durchmesser | Gewicht | Schlagton |
| ------ | -------- | ----------- | ------- | --------- |
| 1      | 1957     | 1550 mm     | 2500 kg | d′-10     |
| 2      | 1957     | 1269 mm     | 1356 kg | f′-8      |
| 3      | 1463     | 1075 mm     | 722 kg  | g′-10     |
| 4      | 1957     | 992 mm      | 636 kg  | a′-10     |
| 5      | 1472     | 810 mm      | 309 kg  | b′-8      |
| 6      | 1957     | 828 mm      | 371 kg  | c″-8      |